# 1471 en philosophie
Chronologie de la philosophie
- 1467
- 1468
- 1469
- 1470
- 1471
- 1472
- 1473
- 1474
- 1475

L’année 1471 a été marquée, en philosophie, par les événements suivants :

## Naissances
- Jean Dullaert : professeur et philosophe, né à Gand en 1471, décédé à Paris, le 19 septembre 1513.